# Khūzankolā
Khūzankolā (persiska: خوزنكلا, خُزَن كُلَه, خوزَنِ كَلايِه, خوزَن كَلا) är en ort i Iran.   Den ligger i provinsen Alborz, i den norra delen av landet, 40 km nordväst om huvudstaden Teheran. Khūzankolā ligger 1 606 meter över havet och antalet invånare är 358.
Terrängen runt Khūzankolā är bergig österut, men västerut är den kuperad. Khūzankolā ligger nere i en dal.Runt Khūzankolā är det mycket tätbefolkat, med 10 000 invånare per kvadratkilometer. Närmaste större samhälle är Karaj, 14,9 km sydväst om Khūzankolā. Trakten runt Khūzankolā består i huvudsak av gräsmarker.